# Zenta
Zenta (sârbă: Senta sau Сента, maghiară Zenta) este un oraș și o municipalitate pe malul râului Tisa, în Districtul Banatul de Nord, Voievodina, Serbia. Orașul propriu zis avea o populație de 20.363 de locuitori în 2002, în timp ce municipalitatea Zenta număra 25.619 locuitori (2002). Ponderea comunității maghiare din municipalitatea Zenta era de 80,51% în 2002.